# Libanosemidalis
Libanosemidalis is een geslacht van insecten uit de familie van de dwerggaasvliegen (Coniopterygidae), die tot de orde netvleugeligen (Neuroptera) behoort.

## Soort
- L. hammanaensis Azar et al., 2000